# Оливейра, Мигел
Мигел Анжелу Фалкан де Оливейра, более известный как Мигел Оливейра (порт. Miguel Ângelo Falcão de Oliveira; род. 4 января 1995, Алмада, Португалия) — португальский мотогонщик, вице-чемпион чемпионата мира по шоссейно-кольцевых мотогонок серии MotoGP в классе Moto3 (2015). Первый португалец, который выиграл гонку серии Гран-При (Гран-При Италии-2015, класс Moto3). В сезоне 2016 года выступал в классе Moto2 за команду «Leopard Racing» под номером 44.

## Биография
Сезон 2015 Мигел провел в составе заводской команды «Red Bull KTM Ajo». Он стал самым успешным в его карьере. На Гран-При Италии португалец одержал дебютную победу, добавив к ней триумф в Нидерландах. Успешные выступления в чемпионате привлекли внимание к нему со стороны более сильных команд, и в разгар сезона, он принял предложение «Leopard Racing» и подписал контракт на участие со следующего сезона в ее составе в соревнованиях класса Moto2. Записав до конца сезона в свой актив еще 4 победы (в Арагоне, Австралии, Малайзии и Валенсии), Мигел стал вице-чемпионом мира, уступив в общем зачете лишь шестью очкам британцу Данни Кенту.